# NGC 2278
NGC 2278 est une paire d'étoiles située dans la constellation des Gémeaux.
L'astronome prussien Heinrich d'Arrest a enregistré la position de cette paire d'étoiles le 1er janvier 1865.